# Paolo Botarelli
Paolo Botarelli (Firenze, 8 settembre 1966) è un ex ciclista su strada italiano, professionista dal 1990 al 1994. In carriera colse una sola vittoria: il Giro di Calabria nel 1991.

## Palmarès
- 1985 (dilettanti)

Trofeo Serafino Biagioni
- 1989 (dilettanti)

Trofeo Matteotti - Marcialla
Giro del Valdarno
- 1991 (Jolly Componibili-Club 88 , una vittoria)

Classifica generale Giro di Calabria

## Piazzamenti

### Grandi giri
- Giro d'Italia

1990: 106º
1991: 96º
1992: 21º
1993: 54º

### Classiche monumento
- Milano-Sanremo

1990: 72º
1992: 162º
1993: 112º
1994: 149º
- Liegi-Bastogne-Liegi

1993: 91º